# Bistum Parnaíba
Das Bistum Parnaíba (lateinisch Dioecesis Parnaibensis, portugiesisch Diocese de Parnaíba) ist eine in Brasilien gelegene römisch-katholische Diözese mit Sitz in Parnaíba im Bundesstaat Piauí.

## Geschichte
Das Bistum Parnaíba wurde am 16. Dezember 1944 durch Papst Pius XII. aus Gebietsabtretungen der Diözese Piauí errichtet und dem gleichzeitig errichteten Erzbistum Teresina als Suffraganbistum unterstellt. 1975 wurde aus Teilen des Bistums Parnaíba und seines Erzbistums die Diözese Campo Maior errichtet.

## Bischöfe von Parnaíba
- Felipe Benito Condurú Pacheco, 1946–1959
- Paulo Hipólito de Souza Libório, 1959–1980
- Edvaldo Gonçalves Amaral SDB, 1980–1985
- Joaquim Rufino do Rêgo, 1986–2001
- Alfredo Schäffler, 2001–2016 (Koadjutor 2000–2001)
- Juarez Sousa da Silva, 2016–2023, dann Erzbischof von Teresina
- Edivalter Andrade, seit 2023